# Pont de la Ravine des Chèvres
Le pont de la Ravine des Chèvres est un pont remarquable de l'île de La Réunion, département d'outre-mer français dans le sud-ouest de l'océan Indien. Pont franchissant la Ravine des Chèvres à Sainte-Suzanne, il fait l'objet d'une inscription au titre des monuments historiques depuis le 16 juin 1997.